# 吉林市
吉林市（きつりん-し、満洲語: ᡤᡳᡵᡳᠨ
ᡥᠣᡨᠣᠨ　転写：girin hoton）は、中華人民共和国吉林省に位置する地級市。市内の総人口は約452万人で、省内では省都の長春市に次ぐ第二の都市である。国家歴史文化名城に指定されている。

## 地理
吉林市は吉林省中央部に位置し、松花江（スンガリ川）の岸辺にある。松花江は北流してアムール川と合流し、日本海に繋がる水路であるため、古くから造船業も盛んである。東で延辺朝鮮族自治州、西で長春市、四平市、北で黒竜江省、南で白山市、通化市と接する。

### 気候
非常に顕著な大陸性気候で、冬は非常に寒さが厳しい。1月が最も寒く、零下8度から零下20度に下がる。7月が夏の盛りで平均21度から23度だが、36度まで上がることもある。
| 吉林(1951-2007)の気候          | 吉林(1951-2007)の気候 | 吉林(1951-2007)の気候 | 吉林(1951-2007)の気候 | 吉林(1951-2007)の気候 | 吉林(1951-2007)の気候 | 吉林(1951-2007)の気候 | 吉林(1951-2007)の気候 | 吉林(1951-2007)の気候 | 吉林(1951-2007)の気候 | 吉林(1951-2007)の気候 | 吉林(1951-2007)の気候 | 吉林(1951-2007)の気候 | 吉林(1951-2007)の気候 |
| 月                             | 1月                   | 2月                   | 3月                   | 4月                   | 5月                   | 6月                   | 7月                   | 8月                   | 9月                   | 10月                  | 11月                  | 12月                  | 年                    |
| ------------------------------ | --------------------- | --------------------- | --------------------- | --------------------- | --------------------- | --------------------- | --------------------- | --------------------- | --------------------- | --------------------- | --------------------- | --------------------- | --------------------- |
| 平均最高気温 °C （°F）         | −10.0 (14)            | −5.5 (22.1)           | 3.1 (37.6)            | 14.1 (57.4)           | 21.7 (71.1)           | 26.0 (78.8)           | 27.9 (82.2)           | 26.7 (80.1)           | 21.8 (71.2)           | 13.6 (56.5)           | 2.1 (35.8)            | −6.6 (20.1)           | 11.2 (52.2)           |
| 平均最低気温 °C （°F）         | −24.1 (−11.4)         | −20.1 (−4.2)          | −8.8 (16.2)           | 0.8 (33.4)            | 7.9 (46.2)            | 14.4 (57.9)           | 18.3 (64.9)           | 16.6 (61.9)           | 8.5 (47.3)            | 0.7 (33.3)            | −9.3 (15.3)           | −19.1 (−2.4)          | −1.2 (29.8)           |
| 降水量 mm （inch）             | 5.6 (0.22)            | 6.1 (0.24)            | 13.7 (0.539)          | 29.0 (1.142)          | 53.8 (2.118)          | 105.9 (4.169)         | 179.0 (7.047)         | 139.6 (5.496)         | 64.2 (2.528)          | 35.5 (1.398)          | 15.5 (0.61)           | 6.8 (0.268)           | 654.7 (25.776)        |
| 出典：中央气象台 2010年1月15日 |                       |                       |                       |                       |                       |                       |                       |                       |                       |                       |                       |                       |                       |

## 歴史
市名は満洲語で川沿いの村を意味する「吉林烏拉（girin ula）」に由来する。省名の由来にもなった都市である。
明代には女真ウラ部がこの地を支配し、ウラ国と称されていた。1613年（万暦41年）以降はヌルハチの支配が及び後金の領地となった。1671年（康熙10年）、ニングタ（寧古塔）副都統アンジュフが吉林城を建設、1727年（雍正5年）には永吉州が設置され1747年（乾隆12年）に吉林庁と改称、1882年（光緒8年）に吉林府に昇格した。
中華民国が成立すると1913年（民国2年）に吉林府は吉林県に降格、更に1929年（民国18年）には永吉県と改称された。1931年の満洲事変により関東軍が占領し、満洲国が建国されると吉林省公署が設置された。満洲国崩壊後は国共内戦による戦場となり、1948年3月9日に中国共産党の支配下に置かれ、翌日には吉林省政府が延吉市から吉林に移転、3月23日に吉林市人民政府が成立した。
1954年に吉林省人民政府は長春市に移転する。また文化大革命期の1968年には吉林市革命委員会による統治が行われたが、1980年に人民政府が復活した。

## 民族
漢族人口が全体の90.51%を占める。少数民族人口は42.57万人で、全体の人口の9.49%である。少数民族の内、満族が22.5万人、朝鮮族が16.2万人で、満族郷や朝鮮族郷などがある。

## 行政区画
4市轄区・4県級市・1県を管轄する。
- 市轄区：船営区・昌邑区・竜潭区・豊満区
- 県級市：磐石市・樺甸市・蛟河市・舒蘭市
- 県：永吉県

| 吉林市の地図                                                   |
| -------------------------------------------------------------- |
| 昌邑区 竜潭区 船営区 豊満区 永吉県 蛟河市 樺甸市 舒蘭市 磐石市 |

### 年表
この節の出典

#### 吉林市
- 1949年10月1日 - 中華人民共和国吉林省吉林市が発足。昌邑区・朝陽区・通天区・船営区・徳勝区・江北区・興隆区・江南区・白山区を設置。(9区)
- 1950年6月18日 - 江北区・興隆区・江南区・白山区が市郊一区から市郊四区にそれぞれ改称。(9区)
- 1951年8月23日 - 昌邑区・朝陽区・通天区・船営区・徳勝区・市郊一区・市郊二区・市郊三区・市郊四区が一区から九区にそれぞれ改称。(9区)
- 1951年12月26日 - 豊満特区を編入。(10区)
- 1952年8月3日 - 六区・七区・八区・九区のそれぞれ一部が合併し、十区が発足。(11区)
- 1953年3月16日 (9区)
  - 十区が六区・七区・八区・九区に分割編入。
  - 豊満特区が七区に編入。
- 1953年4月25日 (9区)
  - 二区が一区・三区に分割編入。
  - 三区から七区までの区が二区から六区にそれぞれ改称。
  - 六区の一部が分立し、七区が成立。
- 1955年12月21日 (10区)
  - 一区が昌邑区に、二区が通天区に、三区が船営区に、四区が竜潭区に、五区が江南区に、六区が白山区に、七区が豊満区に、八区が哈達湾区に、九区が大屯区にそれぞれ改称。
  - 永吉県の一部が分立し、九站区が発足。
- 1957年7月23日 - 江南区・白山区・大屯区・九站区が合併し、郊区が発足。(7区)
- 1958年10月23日 - 永吉県・舒蘭県・磐石県・樺甸県・蛟河県を編入。(7区5県)
- 1959年3月19日 - 通天区が昌邑区・船営区に分割編入。(6区5県)
- 1964年1月11日 - 昌邑区の一部が船営区に編入。(6区5県)
- 1964年4月23日 (4区5県)
  - 哈達湾区が昌邑区に編入。
  - 豊満区が郊区・船営区に分割編入。
- 1966年1月10日 - 永吉県・舒蘭県・磐石県・蛟河県・樺甸県が永吉専区に編入。(4区)
- 1969年1月20日 - 昌邑区の一部が郊区に編入。(4区)
- 1969年2月23日 - 永吉専区永吉県・舒蘭県・磐石県・蛟河県・樺甸県を編入。(4区5県)
- 1982年8月2日 - 永吉県・舒蘭県・磐石県・蛟河県・樺甸県が永吉地区に編入。(4区)
- 1983年8月30日 - 永吉地区永吉県・舒蘭県・磐石県・蛟河県・樺甸県を編入。(4区5県)
- 1988年5月25日 - 樺甸県が市制施行し、樺甸市となる。(4区1市4県)
- 1989年8月15日 - 蛟河県が市制施行し、蛟河市となる。(4区2市3県)
- 1992年2月10日 (4区2市3県)
  - 昌邑区の一部が船営区に編入。
  - 郊区の一部が船営区・昌邑区・竜潭区に分割編入。
  - 郊区の残部および船営区・永吉県の各一部が合併し、豊満区が発足。
- 1992年10月8日 - 舒蘭県が市制施行し、舒蘭市となる。(4区3市2県)
- 1995年8月30日 - 磐石県が市制施行し、磐石市となる。(4区4市1県)
- 2000年1月31日 - 永吉県の一部が船営区・昌邑区・竜潭区に分割編入。(4区4市1県)

#### 永吉専区
- 1966年1月10日 - 吉林市永吉県・舒蘭県・磐石県・蛟河県・樺甸県を編入。永吉専区が成立。(5県)
- 1969年2月23日 - 永吉県・舒蘭県・磐石県・蛟河県・樺甸県が吉林市に編入。

#### 永吉地区
- 1982年8月2日 - 吉林市永吉県・舒蘭県・磐石県・蛟河県・樺甸県を編入。永吉地区が成立。(5県)
- 1983年8月30日 - 永吉県・舒蘭県・磐石県・蛟河県・樺甸県が吉林市に編入。

## 交通

### 航空
空港は長春市にある長春龍嘉国際空港が便利。

### 鉄道

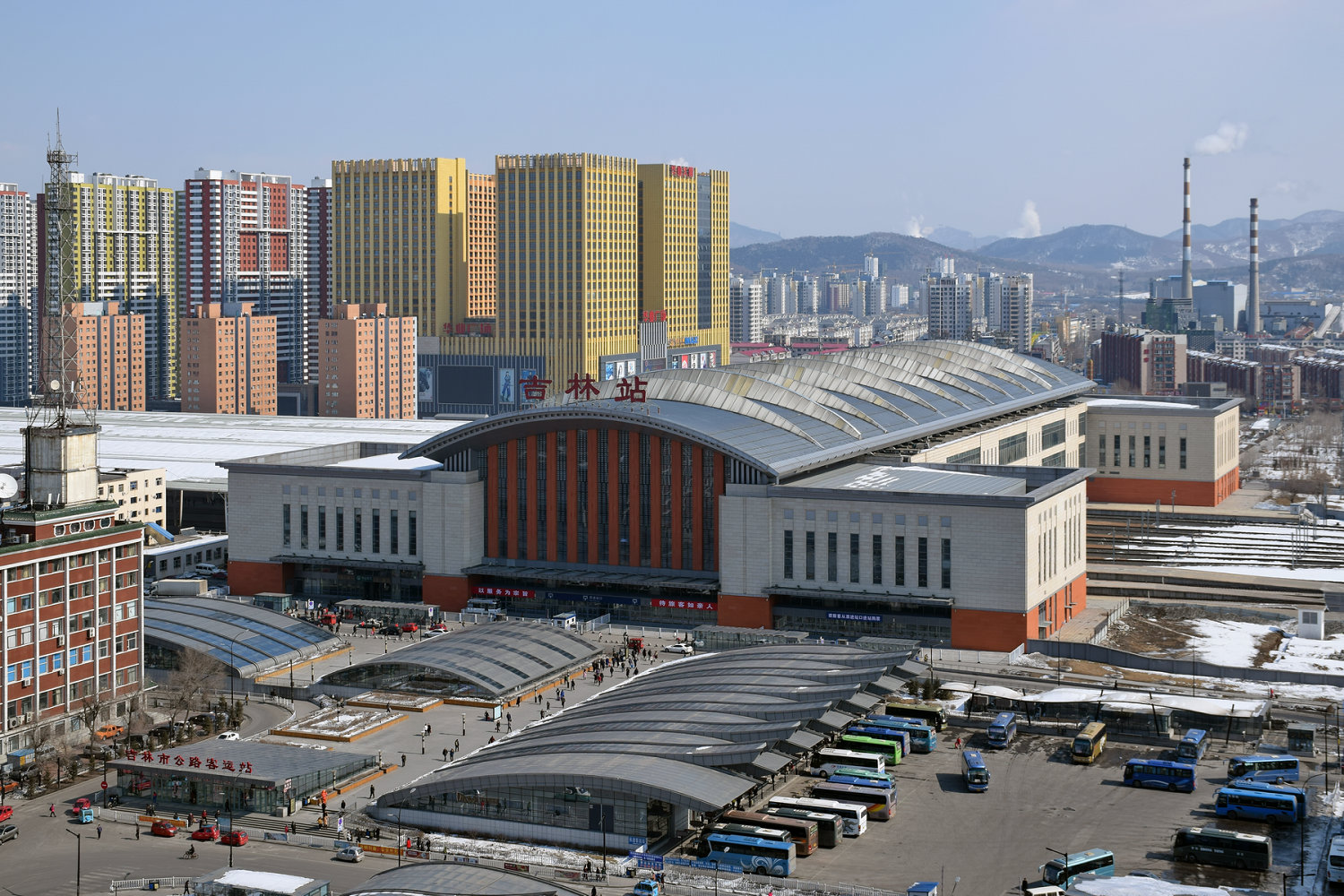
吉林駅

鉄道は中国国鉄の吉林駅があり、長琿都市間鉄道で長春駅、延吉西駅などと、瀋吉線で瀋陽北駅などと繋がっている。当駅から省都の長春駅へは、CRHの電車列車で40分である。
- 中国国家鉄路集団
  - 長琿都市間鉄道
  - 長図線
  - 瀋吉線
  - 拉浜線
  - 吉舒線
  - 陶舒線（中国語版）

### 道路
- 高速道路
  -  琿烏高速道路
  -  吉黒高速道路（中国語版）
  -  瀋吉高速道路
  -  延長高速道路（中国語版）
  -  長春都市圏環状高速道路（中国語版）
  -  長長高速道路（中国語版）
- 国道
  -  G202国道
  -  G222国道（中国語版）
  -  G302国道
  -  G334国道（中国語版）

### バス
市内交通は主としてバスやタクシーが便利である。地下鉄や路面電車はない。

## 経済
市内には国家級ハイテク産業開発区と経済技術開発区があり、2003年の全市生産総額は対前年比16.5%増の600.1億人民元で、一人当たり生産総額は対前年比14.7%増の13,808元（米ドル換算1668ドル）であった。

## 研究・高等教育機関
- 北華大学
- 東北電力大学
- 吉林医薬学院
- 吉林化工学院

## 見どころ
次のような見どころがある。 
- 松花江の霧氷
- 松花湖
- 烏拉街満族鎮（竜潭区）
- 吉林八景 (清朝時代) [5]

## スポーツ
- 2007年2月に2007年アジア冬季競技大会（「長春2007」）の山岳系競技（フリースタイル・スキー、クロスカントリースキー、バイアスロン、アルペンスキー、スノーボード）が吉林の北大湖スキー場で開催された。

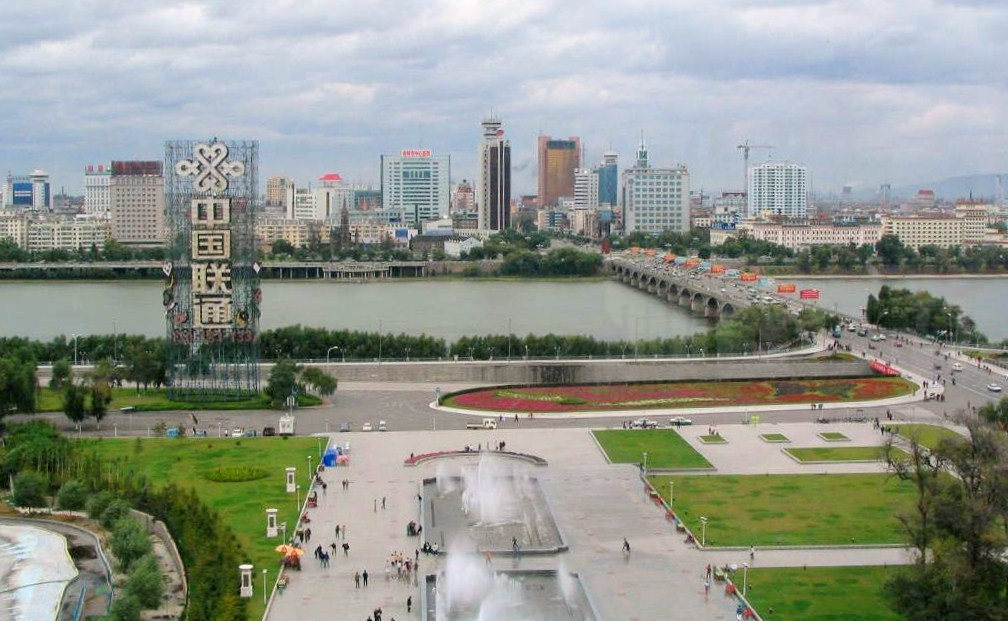
吉林大橋と世紀広場

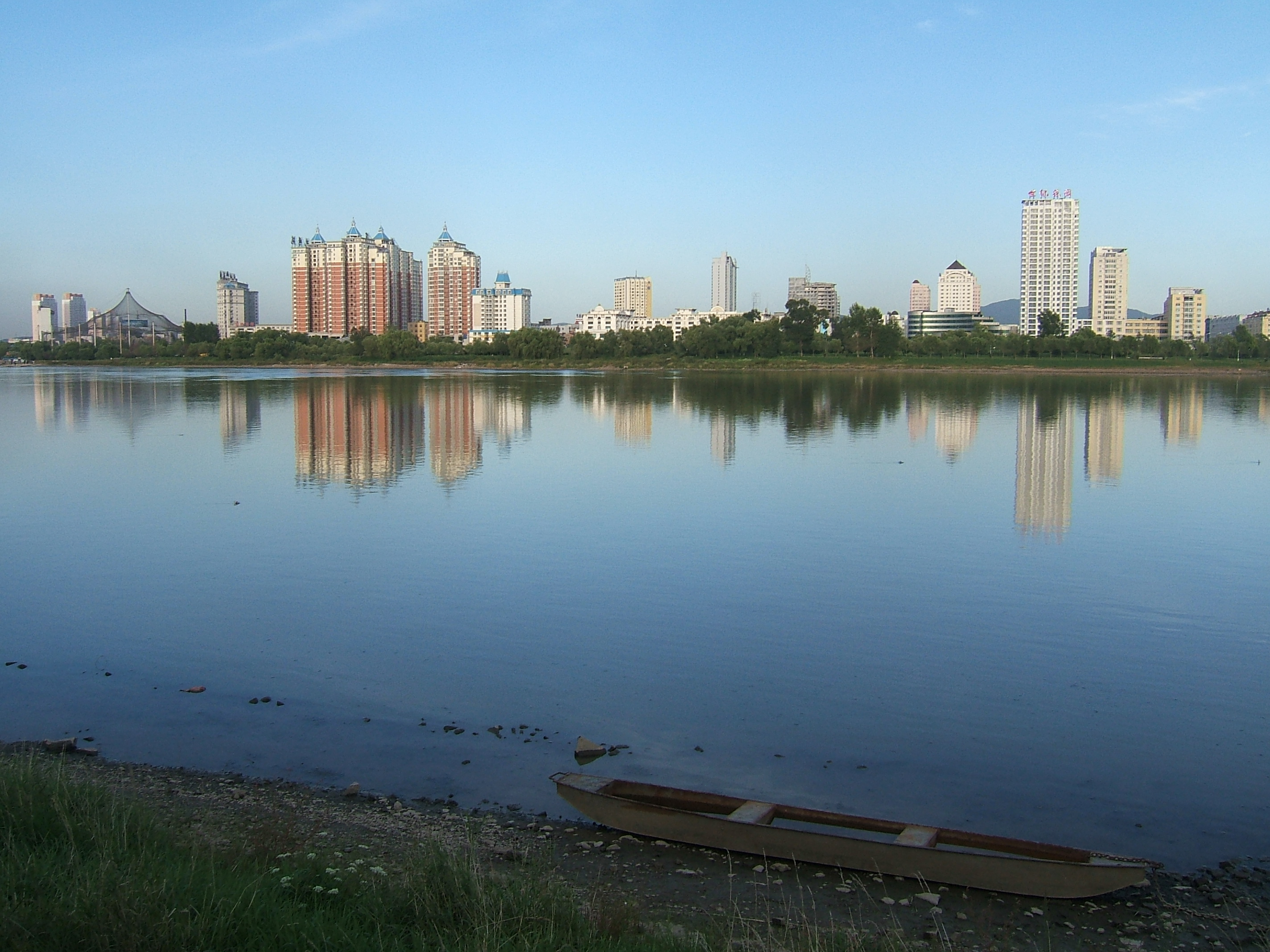
吉林市を流れる松花江

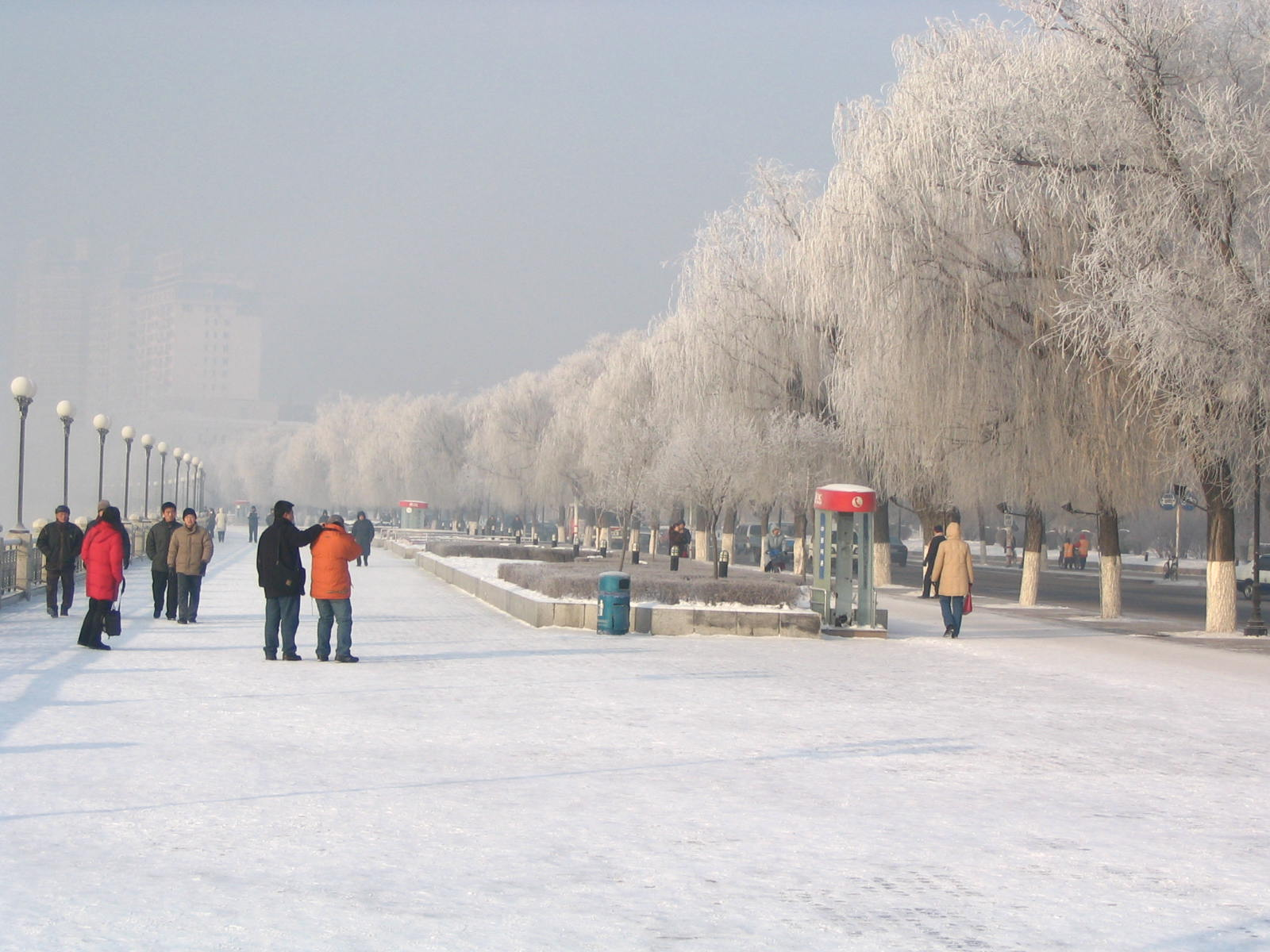
冬の霧氷

## 友好都市
- 日本
  - 気仙沼市
  - 山形市
  - 松江市
- 北朝鮮
  - 平壌直轄市万景台区域
- ロシア
  - ヴォルゴグラード
  - ナホトカ
- ウクライナ
  - チェルカースィ
- スウェーデン
  - エステルスンド
- アメリカ合衆国
  - スポケーン